# Taipei Cinese ai XVII Giochi olimpici invernali
Taipei Cinese partecipò ai XVII Giochi olimpici invernali, svoltisi a Lillehammer, Norvegia, dal 12 al 27 febbraio 1994, con una delegazione di 2 atleti impegnati in una disciplina.